# Castell de Sant Iscle
|  | Per a altres significats, vegeu «Castell de Sant Iscle (Serra de Daró)». |

El Castell de Sant Iscle és un castell de Vidreres, a la Selva. És una obra declarada bé cultural d'interès nacional. S'hi arriba continuant el camí que duu a la Torre d'en Llobet i als pantans.
Avui dia el castell està abandonat. Cada estiu, a part de netejar la vegetació, s'hi desenvolupa una camp de treball de consolidació i excavació.

## Descripció
És un castell, un important baluard defensiu, de planta quadrangular d'uns trenta metres de costat, amb torres als quatre angles, al qual es va adossar més tard un cos més petit a l'oest. Interiorment està dividit en diverses dependències, que són molt arrasades en l'actualitat. Al sud-oest hi ha una capella i tot el conjunt és envoltat per una vall, protegit en alguns punts per murs. A l'extrem sud-est destaca una torre circular, d'uns 15 m d'alçada, dividida en tres pisos. Es va construir amb aparell irregular, amb carreus petits (10x15 cm.) lligats amb abundant morter de calç a la part externa.

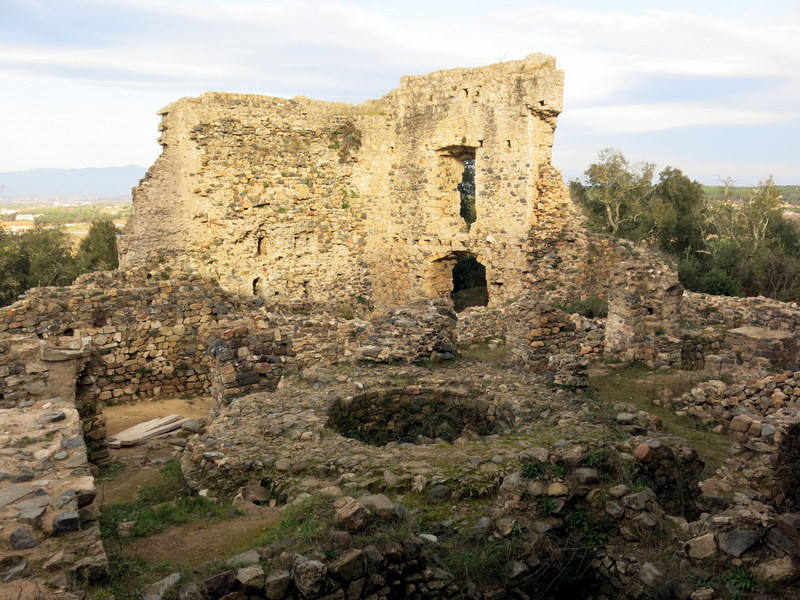
Castell de Sant Iscle (gener 2015)

A l'extrem oposat d'aquesta torre hi ha una torre rodona, unida a la primera per una muralla atalussada. La porta d'entrada a la fortificació és a l'angle oposat d'aquest conjunt. L'aparell visible d'aquests últims elements són grans carreus (35 × 35 cm), intercalats amb filades de pedres llargues i estretes. De la capella del castell, dedicada a sant Iscle i santa Victòria, resta part de l'absis semicircular amb una obertura d'esqueixada senzilla i una ampliació de forma rectangular. Es va fer amb carreus escairats però sense polir. És fora del recinte sobirà del castell, prop del fossar. De l'absis, en destaquen la fornícula i els dos espais quadrats que hi ha a cada costat.
En intervencions arqueològiques a partir de l'any 2005 s'ha descobert una part important del sector nord de la fortalesa: el pati porticat fins a nivell de paviment, gairebé la totalitat de la torre de l'homenatge i una bona tramada de les muralles nord i oest, que fins al moment eren les menys conegudes, així com diverses estances que romanien cobertes d'enderrocs i terra. El castell es va construir en dues fases principals. La més antiga se situaria entre els segles xii i xiii i la segona, que bàsicament respon al reforçament de la construcció existent, dataria del segle xv.

## Història

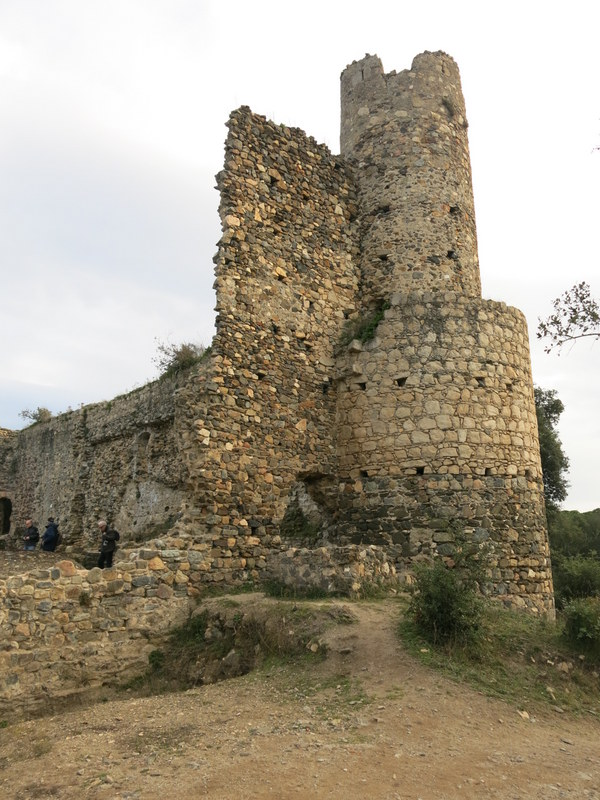
Castell de Sant Iscle (gener 2015)

Les primeres notícies històriques del Castrum Sancti Aciscli són de final del segle xii (1194), com a conseqüència d'un pacte entre el vescomte Ponç III de Cabrera i Alfons I el Cast. El fort va pertànyer als vescomtes de Cabrera, que eren els senyors jurisdiccionals de la zona. Durant la segona meitat del segle xiii Guerau V de Cabrera el lliurà en feu a l'Orde del Temple, però retornà als Cabrera a principi del segle xiv, quan fou lloc de residència d'Elionor, consort del vescomte Bernat I. El castell fou ocupat durant la segona guerra remença (1483-86). A partir del segle xvi sembla que perd la funció defensiva i militar. Els terrenys del castell passaren per les mans de les famílies Montcada (1574-1756) i Medinaceli (1756-1830), fins que la família Aulet els comprà per a explotar el bosc.
L'any 1263, el vescompte Guerau IV de Cabrera va disposar que el cos de sant Iscle de Còrdova, que romania a la capella, fos portat al monestir de Sant Salvador de Breda, tot i que va deixar a l'església algunes relíquies menors. El 1310 hi residia Elionor, casada amb el vescomte Bernat I de Cabrera. Consta que era propietat dels Cabrera l'any 1356 quan Pere el Cerimoniós va erigir el comtat d'Osona. Fou ocupat per remences durant la darrera guerra remença i fou retornat el 1485. Va perdre la funció militar, fins al punt que la finca ocupada pel castell passà a mans de la família Aulet, i fou aprofitada com a explotació forestal.
En quant la capella, malgrat l'estat de ruïna, està documentat que fins a mitjan segle xix s'hi celebraven aplecs i processons per les festivitats de Sant Iscle i Santa Victòria. El 1933, el Bisbe de Girona Arnau, va determinar de distribuir les restes de Sant Iscle entre alguns monestirs gironins. El castell va ser abandonat al segle xvi.
L'any 2004, l'Ajuntament de Vidreres va endegar un projecte d'intervenció arqueològica global en el recinte del castell. Des de llavors s'han fet unes quantes campanyes d'excavació que han permès documentar diferents àmbits del castell. La campanya de 2005 es va centrar en la capella romànica de Sant Iscle, reconstruïda al segle xv i reformada novament al segle xvi. També es van efectuar tasques de neteja a l'interior del castell, posant al descobert les restes d'un pati porticat adossat a les restes de la torre de l'homenatge del castell fundacional. Pati i torre van ser novament excavats l'any 2006 juntament amb les torres nord-oest i sud-oest i l'ala oest del castell. L'any següent es documentà que la torre de l'homenatge estava construïda sobre una necròpoli anterior al castell (probablement als segles ix-x).
La campanya de 2008 es va centrar en la part sud-est del recinte, on es va documentar una gran estança on hi havia una cisterna i una altra habitació, més petita, al nord. També es va començar a intervenir al cos oest. L'any 2009 continuaren els treballs al sector sud-est i al cos oest per conèixer la distribució de les estances de la planta baixa del castell. Aquests treballs continuaren durant les campanyes arqueològiques de 2010, 2011 i 2012, documentant-se noves estances i estructures. D'altra banda, s'ha pogut establir el moment d'abandó del castell, a inicis del segle xvi, tot i que la capella continuarà funcionant durant tres centúries més.